# Walter Stothfang
Wilhelm Ernst August Walter Stothfang (* 22. Oktober 1902; † 23. Dezember 1961) war ein deutscher Ökonom und der persönliche Referent des Generalbevollmächtigten für den Arbeitseinsatz Fritz Sauckel.

## Leben
Stuthfang studierte an der Universität Münster bis zur Promotion in Rechts- und Staatswissenschaften 1926. Er stieg nach dem Eintritt 1926 bis zum Ministerialrat im Reichsarbeitsministerium auf und wurde 1942 zum persönlichen Referenten des Staatssekretärs Friedrich Syrup. Am 19. April 1943 wechselte als persönlicher Referent zu Fritz Sauckel, der wegen seiner zahlreichen Aufgaben vieles an Stothfang delegierte.
Nach Kriegsende 1945 inhaftiert, wechselte er die Haftorte mehrfach. 1947 verfasste er für die Anklage der Nürnberger Prozesse ein detailliertes Memorandum zum Arbeitseinsatz im Weltkrieg, besonders zur Rekrutierung ausländischer Arbeitskräfte. Er wurde als Zeuge vernommen, selbst als Mitläufer entlastet. Dabei schob er die Verantwortung für die Gewalt weitgehend der SS zu. Nach einer Phase als freier Schriftsteller und bei einer Wirtschaftsprüfungsgesellschaft wurde Stothfang 1953 erneut Unterabteilungsleiter in der Nürnberger Bundesanstalt für Arbeitsvermittlung und noch Leitender Verwaltungsdirektor.

In der Broschüre Arbeitseinsatz im Kriege 1940 sprach er sich gegen das kontraktliche Arbeitsvertragswesen aus. Der Arbeitspflicht diente eine hierarchisch organisierte Verwaltung, vom Reichsarbeitsministerium über die Landesarbeitsämter hinab zu den örtlichen Arbeitsämter sowie die Geschäftsgruppe Arbeitseinsatz (Gruppenleiter Syrup) beim Beauftragten für den Vierjahresplan Hermann Göring. Neben Beschränkungen der beruflichen Freizügigkeit, etwa beim Arbeitsplatzwechsel und der freien Berufswahl, trat 1938 in Zusammenhang mit dem Bau des Westwalls die Dienstleistungspflicht zunächst aller Deutschen, 1940 aller Bewohner des Reiches. 
Das freie Spiel der Kräfte und die Nachtwächterrolle auf dem Arbeitsmarkt, diese Zeiten liberalistischer Anschauung sind vorbei, weil sie entweder zur Anarchie im Arbeitseinsatz führen oder weil sie jeglichen Führungsanspruch auf einem Gebiet vermissen lassen, das nach nationalsozialistischer Auffassung zum wesentlichen Bestandteil der allgemeinen Staatspolitik gehört. 
Nicht der Zufall darf für den Einsatz bestimmend sein, sondern die Erkenntnis der jeweils gebotenen staatspolitischen Notwendigkeiten. (Walter Stothfang: Der Arbeitseinsatz im Kriege, Berlin 1940, S. 5 u. 6)

## Schriften
- Die Problematik eines peripheren Gebietes als arbeitsmarktpolitische Aufgabe, dargest. am Beispiel Schleswig-Holsteins, 1961
- Zur Errichtung der Gauarbeitsämter. In: Der Arbeitseinsatz 1, 1943, S. 11
- Der Arbeitseinsatz im Kriege (Schriften  der  Hochschule  für  Politik), Berlin 1940 online
- mit Gerhard Biskup: Handwerk und Arbeitseinsatz, Berlin 1939
- Einführung in die Arbeitslosenhilfe, Berlin 1936
- Die Lohnpolitik des Christlichen Metallarbeiterverbandes Deutschlands in der Nachkriegszeit : Ein Beitr. zur gewerkschaftl. Lohntheorie u. Lohnpolitik nach d. Kriege, Duisburg 1926 [= Münsteraner Dissertation]